# Pierre des Sacrifices
La Pierre des Sacrifices est un bloc erratique situé à Anthy-sur-Léman, en Haute-Savoie, France.

## Description
La pierre est un bloc erratique, déposé sur place par la fonte des glaciers à l'issue de la dernière période glaciaire. On y trouve des cupules du Néolithique.

## Situation
La pierre se trouve au bord du lac Léman, sur la commune d'Anthy-sur-Léman.

## Classement
La Pierre des Sacrifices fait l'objet d'un classement au titre des monuments historiques depuis le 28 janvier 1907.